# Верховинский район
Верхови́нский райо́н (укр. Верховинський район; до 1962 года — Жабьевский) — административная единица Ивано-Франковской области Украины. Административный центр — посёлок городского типа Верховина.

## География
Район находится в самой южной части Ивано-Франковской области и в самой высокой части Украинских Карпат.
Расстояние от райцентра Верховина до областного центра — 125 км

## История
Район был образован в УССР в 1940 году, в 1940—1962 годах назывался Жабьевским.
17 июля 2020 года в результате административно-территориальной реформы район не поменял границы.

## Население
Численность населения района в границах до 17 июля 2020 года по состоянию на 1 января 2020 года — 30 479 человек, из них городского населения — 5 812 человек (пгт Верховина), сельского — 24 667 человек.

## Административное устройство
Район в границах с 17 июля 2020 года делится на 3 территориальные общины (громады), в том числе 1 поселковую и 2 сельские общины (в скобках — их административные центры):
- Поселковые:
  - Верховинская поселковая община (посёлок Верховина);
- Сельские:
  - Белоберёзская сельская община (село Белоберёзка),
  - Зелёнская сельская община (село Зелёное).